# Peromyia decurvata
Peromyia decurvata är en tvåvingeart som beskrevs av Boris Mamaev 1998. Peromyia decurvata ingår i släktet Peromyia och familjen gallmyggor. Inga underarter finns listade i Catalogue of Life.